# Polyrhachis horni
Polyrhachis horni é uma espécie de formiga do gênero Polyrhachis, pertencente à subfamília Formicinae.